# Enicospilus consobrinus
Enicospilus consobrinus är en stekelart som först beskrevs av Girault 1925.  Enicospilus consobrinus ingår i släktet Enicospilus och familjen brokparasitsteklar. Inga underarter finns listade i Catalogue of Life.